# Ileana Mânduțeanu
Ileana Mânduțeanu (n. 5 mai 1953, București, România) este un biolog român, membru corespondent al Academiei Române din 2015 și titular din 2023.

## Biografie
În anul 1977 a absolvit Universitatea din București, departamentul biofizică a Facultății de Fizică.
În 1992 sub coordonarea academicianului Maya Simionescu și-a luat doctoratul în fizică. A profesat la Institutul de Biologie și Patologie Celulară „N. Simionescu” al Academiei Române. A publicat zeci de articole în reviste , cărți și monografii de specialitate. 

## Premii și distincții
- 1991 - Premiul „Emil Racoviță” al Academiei Române.
- Premiul S. R. B. C. M.
- Premiul Becton Dickinson Cell Science.
- Premiul Bio-Rand Laboratories.[3]